# PR-549
A Rodovia PR-549 é uma estrada pertencente ao governo do Paraná que liga a cidade de Barbosa Ferraz à rodovia BR-487.

## Denominação
- Rodovia Amaro Gomes Monteiro, em toda a sua extensão, de acordo com a Lei Estadual 10.340 de 06/07/1993.[1]

## Trechos da Rodovia
A rodovia possui uma extensão total de aproximadamente 39,8 km, podendo ser dividida em 3 trechos, conforme listados a seguir:
| Ponto de referência              | Extensão do trecho | Extensão acumulada | Situação    |
| -------------------------------- | ------------------ | ------------------ | ----------- |
| Barbosa Ferraz                   | ---                | 0 km               | ---         |
| Corumbataí do Sul                | 15,0 km            | 15,0 km            | Pavimentado |
| Acesso à localidade de Bourbônia | 17,0 km            | 32,0 km            | Pavimentado |
| Entroncamento BR-487             | 7,8 km             | 39,8 km            | Pavimentado |

Extensão pavimentada: 37,8 km (100,00%)
Extensão duplicada: 0,0 km (0,00%)